# Nisaetus pinskeri
El águila azor de Pinsker (Nisaetus pinskeri) es una especie de ave de la familia Accipitridae. Es un ave de presa de mediano tamaño  endémica de Filipinas. El nombre científico conmemora al zoólogo austriaco Wilhelm Pinsker. Su pariente más cercano es el águila azor filipina (Nisaetus philippensis) y algunos autores lo consideran una subespecie de N. philippensis.

## Descripción
Tiene un tamaño de aproximadamente 65 a 70 cm de largo y su plumaje es de color marrón oscuro. La cabeza es de color marrón rojizo y tiene una larga cresta de plumas negras.

## Distribución y hábitat
Es endémico de la isla de Filipinas donde habita los bosques húmedos tropicales por lo general bajo 1000 m s. n. m., principalmente en Mindanao. 
Debido a la rápida y continua pérdida de hábitat, su distribución geográfica limitada, así como el tráfico de animales y la caza furtiva, el número total de la población está disminuyendo a tal grado que fue clasificado en peligro de extinción e incluido en la Lista Roja de Especies Amenazadas de la UICN. La especie fue también incluida en el Apéndice II de CITES.